# Oxysarcodexia avuncula
Oxysarcodexia avuncula är en tvåvingeart som först beskrevs av Guilherme A.M.Lopes 1933.  Oxysarcodexia avuncula ingår i släktet Oxysarcodexia och familjen köttflugor. Inga underarter finns listade i Catalogue of Life.